# میرزا مسرور احمد
میرزا مسرور احمد (متولد ۱۵ سپتامبر ۱۹۵۰) رهبر فعلی و پنجم جامعه مسلمانان احمدیه است. عنوان رسمی او در درون جنبش  پنجمین خلیفه مسیح (عربی: خلیفة المسیح الخامس) است. او در ۲۲ آوریل ۲۰۰۳، سه روز پس از درگذشت سلف خود میرزا طاهر احمد ، انتخاب شد.
مسرور احمد مکرراً با سران کشورها در نقاط مختلف جهان ملاقات کرده و همچنین در کنگره ایالات متحده در کاپیتول هیل، پارلمان اروپا، پارلمان بریتانیا، پارلمان کانادا و پارلمان هلند سخنرانی‌های اصلی در خصوص آموزه‌های اسلام در مورد برقراری صلح، ارائه راه حل‌های قرآنی برای مشکلات جهان داشته‌است. وی دائماً خواستار صداقت و رعایت عدالت و انصاف بدون قید و شرط در روابط بین‌الملل است. در پاسخ به درگیری‌های جاری، او نامه‌هایی به رهبران جهان ارسال کرده و در مورد خطر واقعی جنگ جهانی هشدار داده و از آنها خواسته‌است تا در جهت صلح پایدار تلاش‌های عملی انجام دهند.